# Ferula alaica
Ferula alaica là một loài thực vật có hoa trong họ Hoa tán. Loài này được Pimenov & Melibaev mô tả khoa học đầu tiên năm 1988.